# Петрово (Ярцевский район)
Петро́во — деревня в Ярцевском районе Смоленской области России. Входит в состав Петровского сельского поселения. Население — 153 жителя (2007 год).
Расположена в центральной части области в 5 км к юго-востоку от Ярцева, в 8 км южнее автодороги М1 «Беларусь», на берегу реки Великая. В 6 км северо-западнее деревни расположена железнодорожная станция Милохово на линии Москва — Минск.

## История
Петрово — родовое имение русского столбового дворянского рода Богушевских, родина героев 1812 года братьев-однополчан Петра, Алексея и Василия Дмитриевичей Богушевских. Штабс-капитан Пётр Богушевский был тяжело ранен в сражении при Вязьме. Упоминается на 39-й доске в Храме Христа Спасителя. После отставки проживал в Петрове. Средний — Алексей, поручик, «прославился» избиением оскорбившего его адъютанта главнокомандующего в присутствии начальника штаба 1-й армии — генерала Ермолова, и всех корпусных командиров. Василий же захватил под Красным 4 французские пушки, дослужился до чина генерала от кавалерии, а по выходе в отставку — написал мемуары.
В годы Великой Отечественной войны деревня была оккупирована гитлеровскими войсками в июле 1941 года, освобождена в сентябре 1943 года.

## Достопримечательности
- Скульптура на воинском кладбище 4047 воинов Советской армии, погибших в 1941—1943 гг. в боях с немецкими войсками.